# Provincia di Burgos
Burgos è una provincia della comunità autonoma di Castiglia e León, nella Spagna settentrionale. Confina con la Cantabria a nord, i Paesi Baschi (province di Biscaglia e Álava) a nord-est, La Rioja a est e con le province di Soria a sud-est, Segovia a sud, Valladolid a sud-ovest e Palencia a ovest.
La superficie è di 14.309 km², la popolazione nel 2024 era di 359.740 abitanti. Il capoluogo è Burgos; altri centri importanti sono Miranda de Ebro e Aranda de Duero.

## Comarche
La provincia di Burgos è suddivisa nelle seguenti comarche:
- Merindades
- La Bureba
- Ebro
- Páramos
- Odra-Pisuerga
- Alfoz de Burgos
- Montes de Oca
- Arlanza
- Sierra de la Demanda
- Ribera del Duero